# Monti Qionglai
I monti Qionglai (cinese semplificato: 邛崃山; cinese tradizionale: 邛崍山; pinyin: Qióng	lái Shān) sono una catena montuosa della provincia cinese del Sichuan. Disposti con andamento generale nord-sud, sono situati prevalentemente entro i confini della prefettura autonoma tibetana e qiang di Ngawa, nella parte centro-settentrionale della provincia.

## Geografia

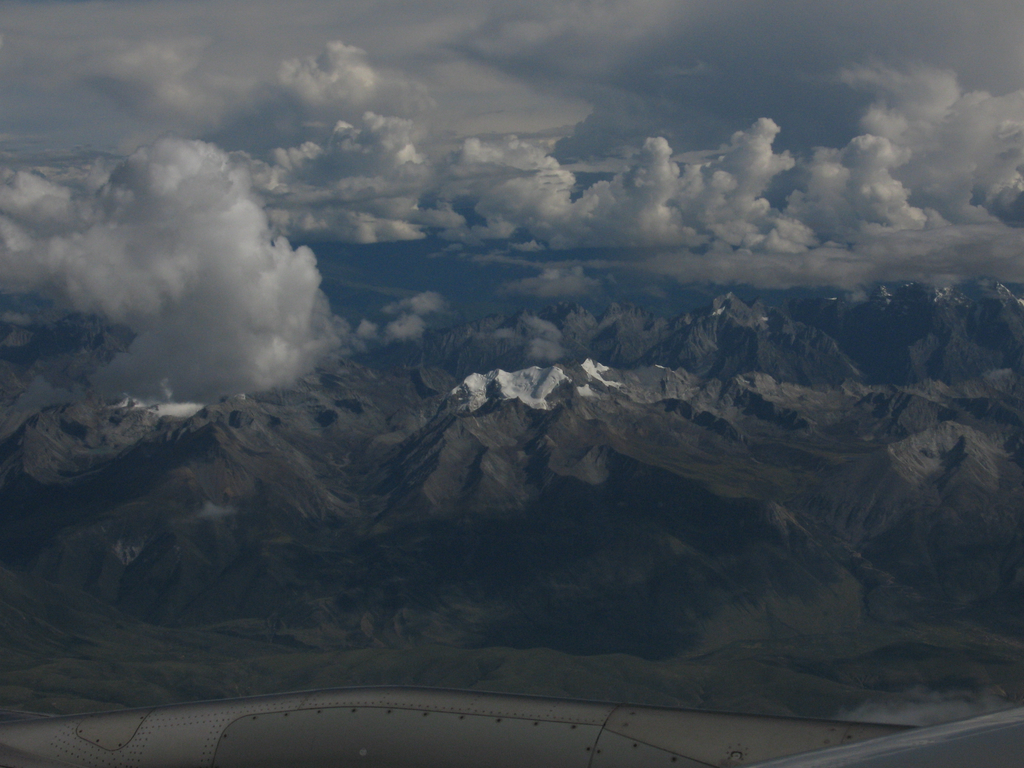
I Qionglai meridionali visti dall'aereo.

I monti Qionglai separano i bacini di due importanti fiumi del Sichuan: il Dadu (a ovest) e il Min (a est). Entrambi i fiumi scorrono con andamento generale verso sud, e sono affluenti dello Yangtze.
Il punto più elevato dei monti Qionglai è il Siguniang (四姑娘山|四姑娘山, «la Montagna delle Quattro Ragazze»), alto 6250 m; è situato nella parte meridionale della catena. Nelle sue vicinanze sono situati alcuni dei Santuari del Panda Gigante del Sichuan - in particolare la riserva naturale di Wolong e il parco paesaggistico del monte Siguniang (四姑娘山风景名胜区).

## Ecologia
Il caratteristico ecosistema dei monti Qionglai e dei monti Min (una catena montuosa più piccola situata a nord-est dei Qionglai, separata da questa dalla valle del fiume Min) è stato descritto dal Fondo Mondiale per la Natura come foreste di conifere dei monti Qionglai-Min.